# Mira Dobovšek
Mira (Bogomira) Dobovšek, slovenska specialna pedagoginja, defektologinja-tiflopadagoginja * 13. november 1905, Ljubljana?, † 1994.
Dobovškova je delovala na Zavodu za slepo in slabovidno mladino Ljubljana, sprva v Kočevju, nato v Ljubljani. Po njeni zaslugi je leta 1948 od UNICEFa iz ZDA dobila pomoč v tiskarskih in pisalnih strojih za Braillovo pisavo. Gre za prve tovrstno opreme v Sloveniji. Od slovenskih izseljencev v ZDA je za Zavod priskrbela tudi magnetofon, kar je omogočilo prve zvočne knjige v slovenščini.